# نانازها
نانازها (فرانسوی: Mignonnes‎) و (انگلیسی: Cuties)؛ یک فیلم درام فرانسوی در ژانر داستان بلوغ نوشته مایمونا دوکور است که در سال ۲۰۲۰ منتشر شد. داستان فیلم درباره یک دختر نوجوان سنگالی-فرانسوی به نام امی است که از فرهنگ اسلامی و خانواده خود که به دنبال تاثیر گذاری بر او است خسته شده و وقتی مجذوب رقص‌های تحریک کننده و آزادی‌های دختر همسایه خود آنجلیکا می‌شود، تصمیم می‌گیرد به گروه رقص آنها بپیوندد در حالی که این با باورهای اسلامی خانواده اش در تضاد است؛ همچنین فرهنگ فضای مجازی که با آن آشنایی ندارد زندگی او را به چالش می‌کشد.
دوکور با دیدن یک برنامه استعدادیابی جوانان و همچنین از تجربه‌اش به‌عنوان یک فرد سنگالی-فرانسوی برای نوشتن فیلمنامه الهام گرفت. او همچنین گفته هدف فیلم، به قضاوت گذاشتن موضوع جنسی‌سازی دختران نوجوان است.  فیلمنامه پیش از این در جشنواره فیلم ساندنس ۲۰۱۷ برنده جایزه شده بود. انتخاب بازیگران شش ماه طول کشید و بیش از ۶۰۰ دختر برای نقش امی تست شدند. تصویربرداری اصلی سه ماه طول کشید و یک روانشناس در تمام مدت در کنار بازیگران کودک حضور داشت.
افتتاحیه این فیلم در بخش سینمای دراماتیک جهان جشنواره فیلم ساندنس ۲۰۲۰ در ۲۳ ژانویه بود و در جریان آن، دوکور برنده جایزه کارگردانی این بخش شد. این فیلم در ۱۹ اوت ۲۰۲۰ توسط باک فیلمز در فرانسه و ۹ سپتامبر ۲۰۲۰ توسط نتفلیکس به صورت جهانی منتشر شد. فیلم ابتدا نقدهایی مثبت از منتقدان به خاطر جاه طلبی در پرداختن به موضوع و عملکرد بازیگران دریافت کرد اما در ادامه به موضوع بحث و جدل تبدیل شد. از پوستر تبلیغاتی اولیه نتفلیکس که نامناسب تلقی شد تا همه گیر شدن هشتگ و کمپین‌های ضد نتفیلیکس که خواهان منحل شدن این شبکه شده بودند، انتقادات زیادی را دریافت کرد. با این حال نتفلیکس از این فیلم دفاع کرد.

## حواشی
واکنش‌ها و اعتراضات به فیلم با انتشار پوستر و پیش پرده ای از طرف نتفلیکس شروع شد و این گونه برداشت شده بود که چهار دختر کوچک به‌طور تحریک‌آمیزی به رقص پرداخته‌اند و لباس‌هایی با پوشش نامناسب پوشیده‌اند. معترضان که اکثرا از دل خود جامعه آمریکا بودند با راه انداختن هشتگی در توئیتر از هم دعوت کردند همگی حساب کاربری‌شان را در نتفلیکس مسدود کنند و نتفلیکس را به سوء استفاده‌ی جنسی از کودکان متهم کردند تا جایی که نتفلیکس مجبور شد به خاطر نوع انتشار تبلیغات فیلم عذرخواهی کند. اما این تمام ماجرا نبود و آنها با ایجاد کمپین ها و دادخواست هایی خواهان توقیف کامل فیلم بودند.